# 2024年南亞運動會
2024年南亞運動會，官方稱爲第14屆南亞運動會（英語：XIV South Asian Games），在巴基斯坦举行，其中旁遮普省首府拉合爾为主要的主办城市。費薩拉巴德、古吉蘭瓦拉、伊斯蘭堡和錫亞爾科特则为协办城市。
2019年12月，南亚奥林匹克理事会宣布巴基斯坦获得第14届南亚运动会主办权，最初比赛定于2021年举办，后因2019冠状病毒病疫情而推迟至2023年3月进行，再之后南亚奥林匹克理事会决定进一步将赛事推迟至2024年3月。這既是巴基斯坦自1989和2004第三次舉辦南亞運動會，也是该国首次在伊斯兰堡以外的地方举办南亚运动会。

## 参赛国家
该届比赛共有7个国家参加。
- 不丹
- 印度
- 马尔代夫
- 尼泊尔
- 巴基斯坦
- 斯里兰卡

## 比赛项目
- 射箭（詳細）（10）
- 田径（詳細）（20）
- 水上项目
  -  花样游泳（詳細）
  -  跳水（詳細）
  -  游泳（詳細）
  -  水球（詳細）
- 羽毛球（詳細）（7）
- 棒球（詳細）
- 篮球（詳細）（4）
- 拳击（詳細）（16）
- 皮划艇（詳細）（8）
- 板球（詳細）（2）
- 自行车（詳細）
  - 山地自行车（4）
  - 公路自行车赛（4）
- 残疾人运动（詳細）（10）
- 电子竞技（詳細）（12）
- 马术（詳細）（8）
- 击剑（詳細）（3）
- 曲棍球（詳細）（4）
- 足球（詳細）（2）
- 高尔夫（詳細）（4）
- 体操（詳細）（8）
- 手球（詳細）（2）
- 柔道（詳細）（15）
- 卡巴迪（詳細）（2）
- 空手道（詳細）（19）
- 可可（詳細）（2）
- 现代五项（詳細）（5）
- 赛艇（詳細）（9）
- 帆船（詳細）（4）
- 射击（詳細）（11）
- 垒球（詳細）
- 壁球（詳細）（4）
- 乒乓球（詳細）（7）
- 跆拳道（詳細）（29）
- 网球（詳細）（7）
- 铁人三项（詳細）（7）
- 排球（詳細）
  - 室内排球（2）
  - 沙滩排球（2）
- 举重（詳細）（6）
- 摔跤（詳細）（20）
- 武術（詳細）（22）

表演项目
- 国际象棋（詳細）（3）
- 柔术（詳細）（2）
- 掌摑卡巴迪（詳細）（4）